# 前万户汤王庙
前万户汤王庙，位于山西省长治市长子县丹朱镇万户村。

## 建筑
正殿建于元代，有元代斗拱和壁画。

## 保护
2013年3月5日，前万户汤王庙公布为第七批全国重点文物保护单位，古建筑类，时代为元，编号7-0804。